# Unterhemd

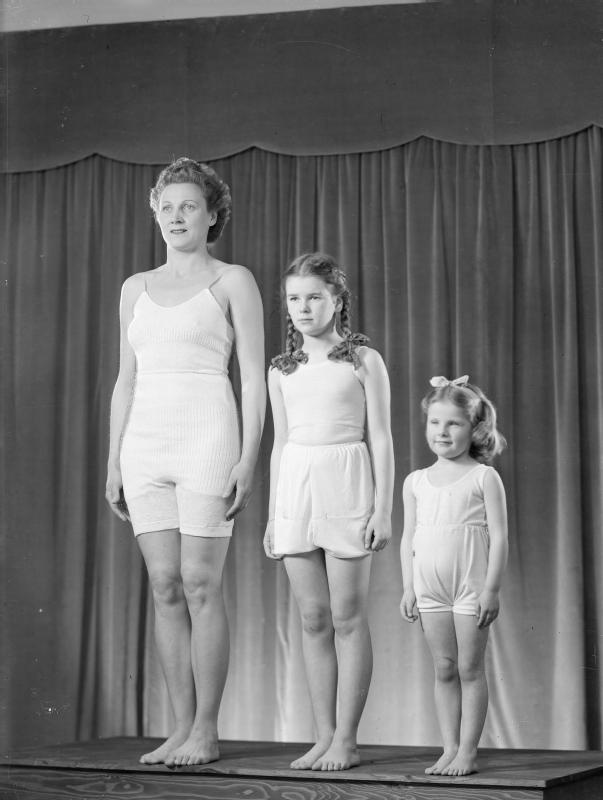
Woll-Unterhemden als Teil von Unterwäschekombinationen, Großbritannien, 1943

Als Unterhemd, in der Schweiz auch Unterleibchen, bezeichnet man ein Unterwäschestück, das am Oberkörper direkt auf der Haut unter der weiteren Bekleidung getragen wird.

## Geschichte

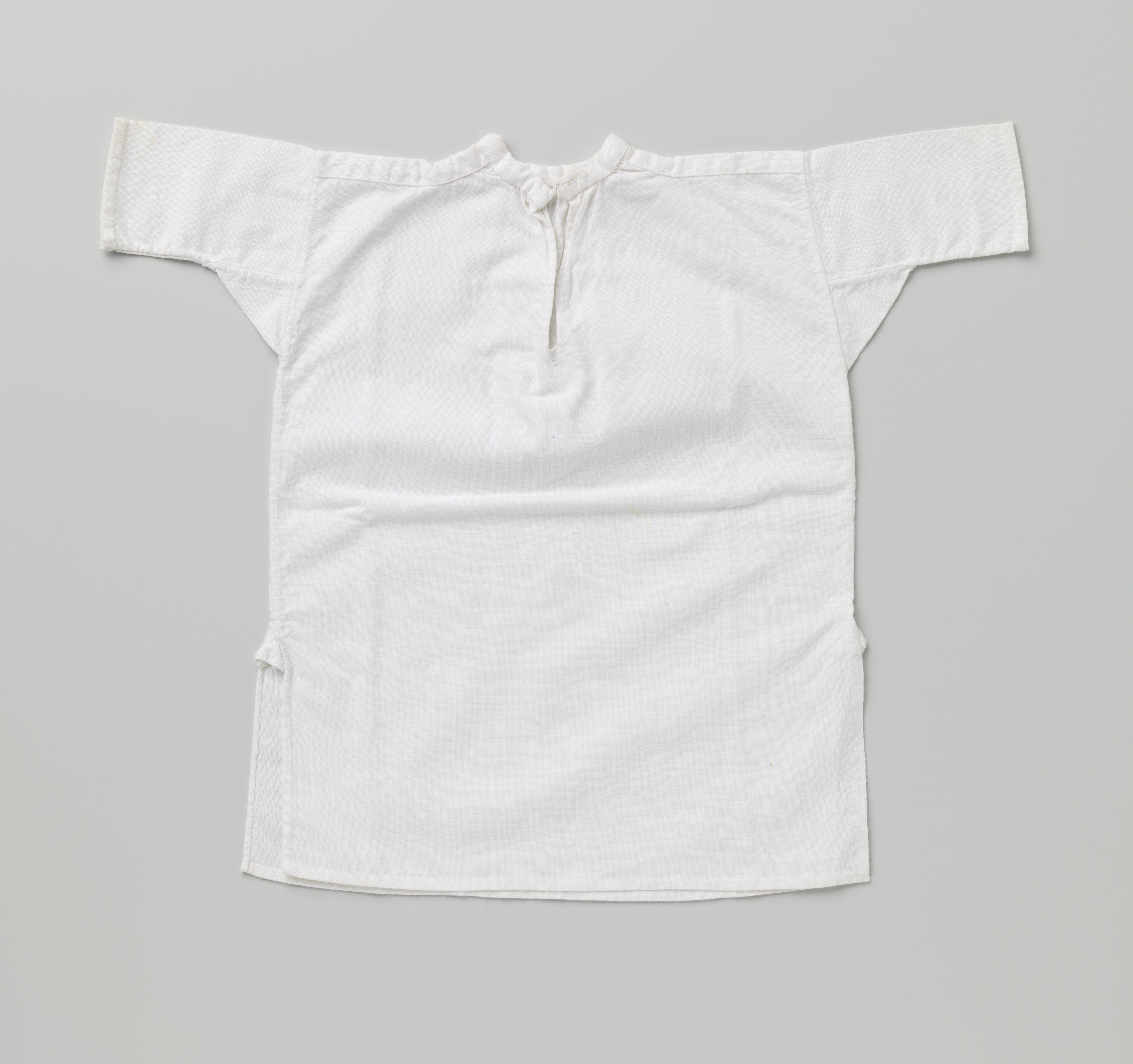
Herrenunterhemd aus Leinen, Niederlande, ca. 1888–1894

Menschen tragen seit langem Unterwäsche, um die kostbarere Oberbekleidung nicht zu verschmutzen. Bereits im Alten Ägypten trugen Männer und Frauen das qamis als Unterhemd, es wird auf der Arabischen Halbinsel bis heute unter dem Thawb getragen. Im Osmanischen Reich wurde bis ins 20. Jahrhundert das gömlek als Unterhemd verschiedenster Ausformungen getragen. In Aserbaidschan hieß das traditionelle tunikaartige Unterhemd et keynak (Hemd für den Körper/das Fleisch) oder djan keynak (Hemd für die Seele). Es bestand meist aus Kaliko, Musselin oder Baumwolle und hatte farbig abgesetzte Zwickel unter den Achseln.
In Europa trugen Männer und Frauen im Mittelalter und darüber hinaus Hemden bzw. Kleider, die bis über die Knie reichten und Unter- und Schlafkleidung zugleich darstellten. Das Unterhemd für den Mann entstand in den 1830er Jahren aus dem Umstand, dass an das Hemd aus einfachem Stoff oder Wirkware nur jeweils ein frischer Vatermörderkragen angeknöpft wurde, kombiniert mit einem Brustteil und Manschetten. Das als unelegant geltende Hemd wurde daraufhin zunehmend aus warmem Stoff, etwa Flanell, hergestellt und ab etwa 1870 als Unterhemd (ohne Kragen, Chemisette und Manschetten) unter dem ganz aus Oberstoff hergestellten Oberhemd getragen. Loschek und Wolter halten es für möglich, dass das aufkommende Sportleibchen aus Trikot einen Einfluss auf diese Entwicklung hatte.
Bei Frauen ragte bis in die europäische Frühe Neuzeit das weiße, oft bodenlange Hemd unter der Oberbekleidung hervor, z. B. als Dekolleté-Einfassung oder als Ärmel. Das änderte sich im 18. Jahrhundert, als das Hemd zum reinen Unterhemd wurde. Je nach Mode war es seitdem enger oder weiter ausgeschnitten und mit längeren oder kürzeren Ärmeln versehen. Unter dem Chemisekleid wurden meist gar keine Unterhemden getragen. Danach kamen figurbetontere Unterhemden auf.

## Material

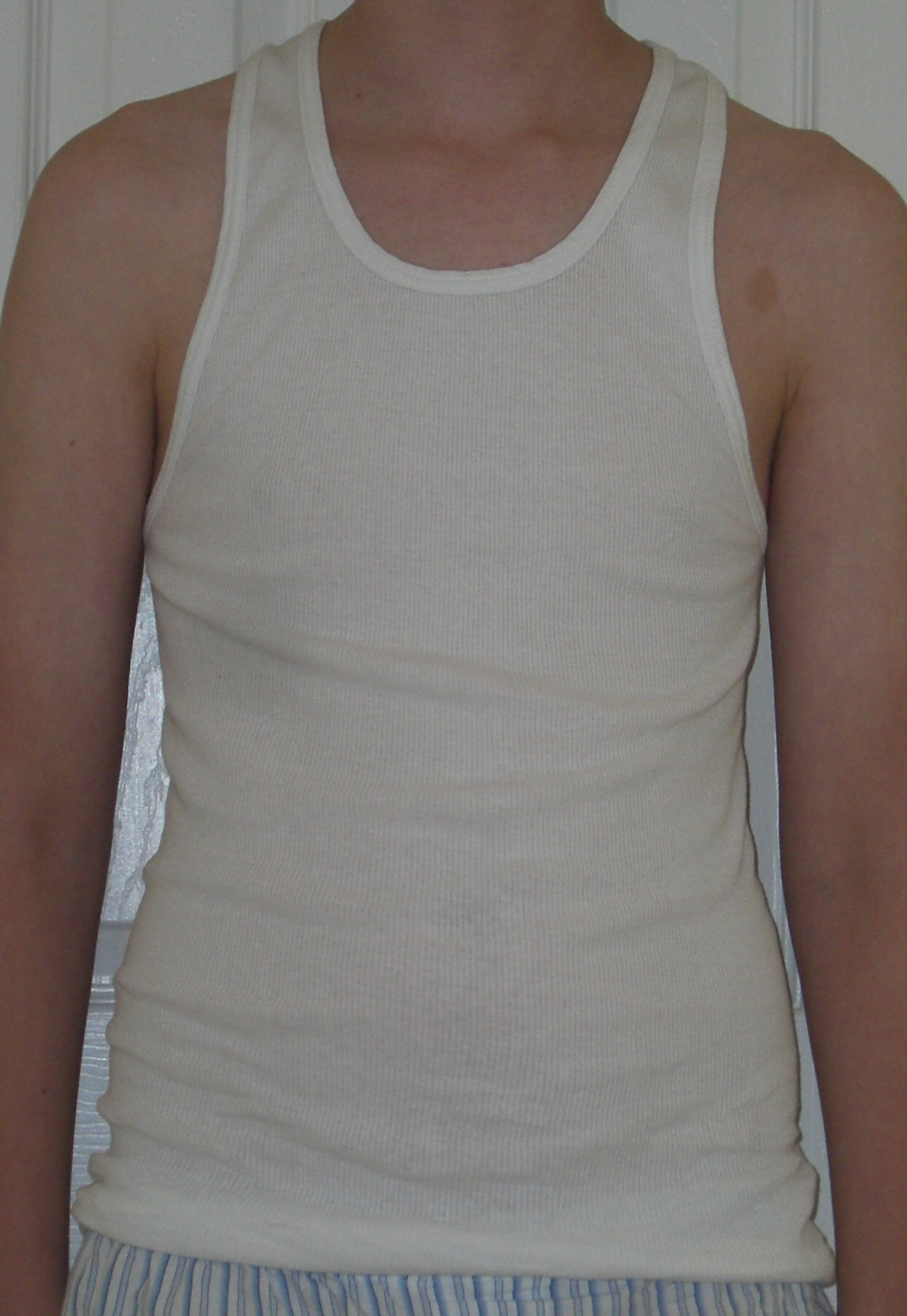
Weißes, ärmelloses Doppelripp-Unterhemd

Unterhemden waren in Europa im 19. Jahrhundert meist aus Leinen hergestellt, aber auch aus Wolle, Baumwolle oder Seide. Baumwollwirkware verbreitete sich ab den 1870er Jahren, darunter auch Feinripp und Doppelripp. Heute bestehen Unterhemden meist aus Baumwolle, Viskose (z. B. als Jersey) oder Funktionstextilien. Sie können je nach Witterung langärmelig, kurzärmelig oder ärmellos sein. Achselhemden, T-Shirts und Tops werden heute oft sowohl als Unter- wie Oberbekleidung getragen.

## Schnitt
Beim Schnitt unterscheidet man zwischen ärmellosen Unterhemden (englisch A-Shirt) und solchen mit Ärmeln in verschiedenen Längen (englisch T-Shirt).
Das klassische Unterhemd hat schmale Träger und einen weiten Halsausschnitt. Dadurch soll vermieden werden, dass es unter der Oberbekleidung sichtbar wird.